# Crotalaria montana
Crotalaria montana är en ärtväxtart som beskrevs av Albrecht Wilhelm Roth. Crotalaria montana ingår i släktet sunnhampor, och familjen ärtväxter. IUCN kategoriserar arten globalt som livskraftig.

## Underarter
Arten delas in i följande underarter:
- C. m. angustifolia
- C. m. montana

## Bildgalleri

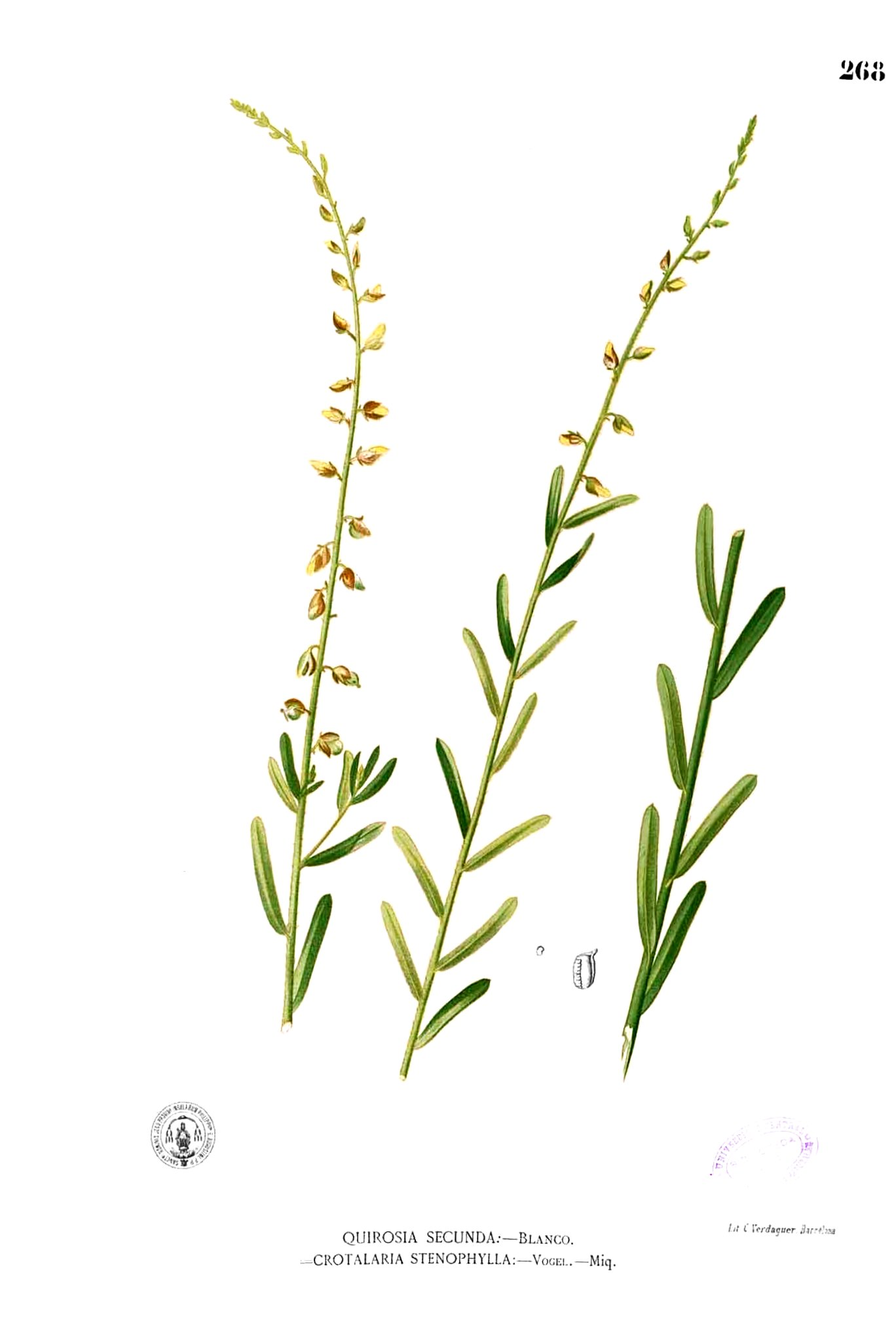